# كاترين وايت
كاترين وايت هي لاعبة هوكي الجليد كندية، ولدت في 5 فبراير 1990 في برامبتون في كندا.